# Súlyemelés az 1976. évi nyári olimpiai játékokon
Az 1976. évi nyári olimpiai játékokon a súlyemelésben kilenc súlycsoportban avattak olimpiai bajnokot. Az 1972. évi olimpia óta a nyomásgyakorlatot törölték, így ezen az olimpián a versenyzőknek két fogásnemben – szakítás és lökés – kellett gyakorlatot bemutatniuk. Csak összetettben adtak ki érmet, a végső sorrendet az egyes gyakorlatok összesített eredményei adták.

## Éremtáblázat
A táblázatokban a rendező nemzet csapata eltérő háttérszínnel, az egyes számoszlopok legmagasabb értéke vagy értékei vastagítással kiemelve.
| Az 1976. évi nyári olimpiai játékok éremtáblázata súlyemelésben | Az 1976. évi nyári olimpiai játékok éremtáblázata súlyemelésben | Az 1976. évi nyári olimpiai játékok éremtáblázata súlyemelésben | Az 1976. évi nyári olimpiai játékok éremtáblázata súlyemelésben | Az 1976. évi nyári olimpiai játékok éremtáblázata súlyemelésben | Olimpia  |
| --------------------------------------------------------------- | --------------------------------------------------------------- | --------------------------------------------------------------- | --------------------------------------------------------------- | --------------------------------------------------------------- | -------- |
|                                                                 | Ország                                                          | Arany                                                           | Ezüst                                                           | Bronz                                                           | Összesen |
| 1.                                                              | Szovjetunió (URS)                                               | 7                                                               | 1                                                               | 0                                                               | 8        |
| 2.                                                              | Bulgária (BUL)                                                  | 2                                                               | 3                                                               | 1                                                               | 6        |
|                                                                 |                                                                 |                                                                 |                                                                 |                                                                 |          |
| 3.                                                              | Lengyelország (POL)                                             | 0                                                               | 1                                                               | 2                                                               | 3        |
| 3.                                                              | NDK (GDR)                                                       | 0                                                               | 1                                                               | 2                                                               | 3        |
| 5.                                                              | Magyarország (HUN)                                              | 0                                                               | 1                                                               | 1                                                               | 2        |
| 6.                                                              | Egyesült Államok (USA)                                          | 0                                                               | 1                                                               | 0                                                               | 1        |
| 6.                                                              | Franciaország (FRA)                                             | 0                                                               | 1                                                               | 0                                                               | 1        |
|                                                                 |                                                                 |                                                                 |                                                                 |                                                                 |          |
| 8.                                                              | Japán (JPN)                                                     | 0                                                               | 0                                                               | 2                                                               | 2        |
| 9.                                                              | Irán (IRI)                                                      | 0                                                               | 0                                                               | 1                                                               | 1        |
|                                                                 |                                                                 |                                                                 |                                                                 |                                                                 |          |
| Összesen                                                        | Összesen                                                        | 9                                                               | 9                                                               | 9                                                               | 27       |

## Érmesek
| Az 1976. évi nyári olimpiai játékok érmesei súlyemelésben |                                                                    |                                                                 |                                                                    |
| Versenyszám                                               | Arany                                                              | Ezüst                                                           | Bronz                                                              |
| lepkesúly (52 kg-ig)                                      | Alekszandr Voronyin · Szovjetunió (URS) · (105,0+137,5=242,5 kg)   | Kőszegi György · Magyarország (HUN) · (107,5+130,0=237,5 kg)    | Mohammad Nassiri · Irán (IRI) · (100,0+135,0=235,0 kg)             |
| légsúly (56 kg-ig)                                        | Norair Nurikjan · Bulgária (BUL) · (117,5+145,0+=262,5 kg)         | Grzegorz Cziura · Lengyelország (POL) · (115,0+137,5=252,5 kg)  | Andó Kenkicsi · Japán (JPN) · (107,5+142,5=250,0 kg)               |
| pehelysúly (60 kg-ig)                                     | Nyikolaj Kolesznyikov · Szovjetunió (URS) · (125,0+160,0=285,0 kg) | Georgi Todorov · Bulgária (BUL) · (122,5+157,5=280,0 kg)        | Hirai Kazumasza · Japán (JPN) · (125,0+150,0=275,0 kg)             |
| könnyűsúly (67,5 kg-ig)                                   | Petro Korol · Szovjetunió (URS) · (135,0+170,0=305,0 kg)           | Daniel Senet · Franciaország (FRA) · (135,0+165,0=300,0 kg)     | Kazimierz Czarnecki · Lengyelország (POL) · (130,0+165,0=295,0 kg) |
| váltósúly (75 kg-ig)                                      | Jordan Mitkov · Bulgária (BUL) · (145,0+190,0=335,0 kg)            | Vardan Militoszján · Szovjetunió (URS) · (145,0+185,0=330,0 kg) | Peter Wenzel · NDK (GDR) · (145,0+182,5=327,5 kg)                  |
| középsúly (82,5 kg-ig)                                    | Valerij Sarij · Szovjetunió (URS) · (162,5+202,5=365,0 kg)         | Trendafil Sztojcsev · Bulgária (BUL) · (162,5+197,5+=360,0 kg)  | Baczakó Péter · Magyarország (HUN) · (157,5+187,5=345,0 kg)        |
| félnehézsúly (90 kg-ig)                                   | David Rigert · Szovjetunió (URS) · (170,0+212,5=382,5 kg)          | Lee James · Egyesült Államok (USA) · (165,0+197,5=362,5 kg)     | Atanasz Sopov · Bulgária (BUL) · (155,0+205,0=360,0 kg)            |
| nehézsúly (110 kg-ig)                                     | Jurij Zajcev · Szovjetunió (URS) · (165,0+220,0=385,0 kg)          | Krasztyu Szemerdzsiev · Bulgária (BUL) · (170,0+215,0=385,0 kg) | Tadeusz Rutkowski · Lengyelország (POL) · (167,5+210,0=377,5 kg)   |
| ólomsúly (110 kg-tól)                                     | Vaszilij Alekszejev · Szovjetunió (URS) · (185,0+255,0=440,0 kg)   | Gerd Bonk · NDK (GDR) · (170,0+235,0=405,0 kg)                  | Helmut Losch · NDK (GDR) · (165,0+222,5=387,5 kg)                  |

## Magyar részvétel
Az olimpián kilenc súlyemelő képviselte Magyarországot, akik összesen
- egy második,
- egy harmadik,
- egy negyedik,
- egy ötödik és
- egy hatodik

helyezést értek el, és ezzel tizenöt olimpiai pontot szereztek. Ez tizenkét ponttal kevesebb, mint az előző, müncheni olimpián elért eredmény. Az egyes súlycsoportokban a következő magyar súlyemelők indultak (a sportoló neve után zárójelben az elért helyezés):
| Magyar súlyemelők az 1976. évi nyári olimpiai játékokon |                                                |
| Súlycsoport                                             | Magyar súlyemelő                               |
| lepkesúly (52 kg-ig)                                    | Kőszegi György (2.) (107,5+130,0=237,5 kg)     |
| lepkesúly (52 kg-ig)                                    | Szűcs Lajos (kiesett) (95,0+ –)                |
| légsúly (56 kg-ig)                                      | Földi Imre (5.) (105,0+140,0=245,0 kg)         |
| légsúly (56 kg-ig)                                      | Stefanovics Imre (kiesett) (102,5+ –)          |
| pehelysúly (60 kg-ig)                                   | Nem indult magyar versenyző                    |
| könnyűsúly (67,5 kg-ig)                                 | Nem indult magyar versenyző                    |
| váltósúly (75 kg-ig)                                    | Komjáti János (kiesett) (135,0+ –)             |
| váltósúly (75 kg-ig)                                    | Stark András (6.) (140,0+175,0=315,0 kg)       |
| középsúly (82,5 kg-ig)                                  | Antalovits Ferenc (kiesett) (155,0+ –)         |
| középsúly (82,5 kg-ig)                                  | Baczakó Péter (3.) (157,5+187,5=345,0 kg)      |
| félnehézsúly (90 kg-ig)                                 | Rehus Uzor György (4.) (157,5+192,5+=350,0 kg) |
| nehézsúly (110 kg-ig)                                   | Nem indult magyar versenyző                    |
| ólomsúly (110 kg-tól)                                   | Nem indult magyar versenyző                    |